# الملكة (بني حشيش)

تعديل مصدري - تعديل

الملكة هي إحدى العزل بمديرية بني حشيش التابعة لمحافظة صنعاء، بلغ تعداد سكانها 7500 نسمة حسب تعداد اليمن لعام 2004.  ولتي اشتهرت مؤاخرا بزرعه
|أرشيف= ●هشام محمد الاحجولي2024
العنب بجميع انواعه
1-الرازقي
2-العاصمي
3-الاسود 
وهي منطقة تاريخية اثرية يوجد فيها حص الملكة وعدد من البيوت القديمة والنوب وفيا سد كبير يسمى بسد الملكة